# Idomene borealis
Idomene borealis är en kräftdjursart som beskrevs av Georg Ossian Sars 1911. Idomene borealis ingår i släktet Idomene och familjen Thalestridae. Inga underarter finns listade i Catalogue of Life.